# Centro Studi Americani
Il Centro Studi Americani è un'associazione culturale non-profit con sede a Roma.

## Descrizione
Il Centro Studi Americani promuove la conoscenza della cultura americana e degli Stati Uniti da parte del pubblico italiano e lo sviluppo delle relazioni bilaterali attraverso la sua Biblioteca, i progetti sviluppati assieme a Università, Associazioni e Fondazioni italiane e americane nonché l’organizzazione di incontri, conferenze, seminari e corsi. Come il progetto formativo “Alla scoperta dell’America” lanciato nel 2021 e che, nella sua seconda edizione, ha portato 400 studenti di 12 licei di Roma e del Lazio ad approfondire la Storia, le istituzioni e la Letteratura americane.
Dal 2016, l’Associazione assegna il Premio annuale PAIR (Prize for American-Italian Relations) e, nel 2022, si è svolto il primo Festival della Cultura americana promosso dal Centro.
Presidente del Centro è Gianni De Gennaro. Direttore è Roberto Sgalla.

## Storia

### L’Associazione Italo-Americana
La nascita del Centro Studi Americani affonda le sue radici nel primo ventennio del Novecento. La sua storia è la storia di diversi enti e associazioni culturali che si sono susseguiti negli anni allo scopo di favorire i rapporti tra l’Italia e gli Stati Uniti. 
L’associazione finì per chiamarsi Associazione Italo-Americana e i due fondatori si avvalsero della collaborazione dell’avvocato Giovanni Selvaggi e del commissario delegato Omero Ranelletti. Il senatore antifascista Francesco Ruffini sarà presidente dell'AIA fino al 1927, anno in cui gli succederà il sottosegretario alla Pubblica Istruzione del governo Mussolini, Emilio Bodrero.

### La Library for American Studies in Italy
Nel 1918 viene fondata a Roma l'Unione Italo-Americana, presieduta dall'allora senatore Francesco Ruffini, con sede nel Palazzo Salviati. Nello stesso anno nasce anche la Library for American Studies in Italy, che vede tra i suoi membri fondatori il professore e studioso Harry Nelson Gay e l'ambasciatore americano dell'epoca, Thomas Nelson Page.
Nel 1920, la Biblioteca apre ufficialmente al pubblico e, a fine anno, viene inaugurata l'Associazione Italo-Americana.

### Dall’AIA al CISA
Nel 1922 l’Associazione Italo-Americana (AIA) istituisce il Corso estivo di lingua e cultura italiana per cittadini americani, diretto dal prof. Carlo Formichi, in collaborazione con l’Università degli studi di Roma, l’Italy America Society e l’Institute of International Education di New York.
Nel 1923 l’AIA istituì il Corso libero di commercio italo-americano, diretto dall’onorevole Giacomo Acerbo, in accordo con l’Istituto di Scienze Economiche e Commerciali e il Ministero dell’Industria, del Commercio e del Lavoro (Regio Decreto 23 giugno 1923).
Il corso conferiva valore ufficiale al relativo diploma ai fini dei concorsi nelle pubbliche amministrazioni.
La fama della Biblioteca intanto si diffondeva, a livello nazionale e internazionale. Nella fotografia, tratta da "The Library for American Studies in Italy" di Michael Angelo Musmanno (1925), è ritratta la sala di accoglienza della biblioteca a Palazzo Salviati.
Il 18 giugno 1928 il New York Times annunciò che il nuovo presidente dell’Associazione Italo-Americana era Giuseppe Volpi, Conte di Misurata, già Ministro delle Finanze, il quale rimase in carica fino al 1941.
Un telegramma, datato 28 luglio 1931, conservato presso l'Archivio Storico del Centro Studi Americani, testimonia l’approvazione dell'attività dell'AIA da parte del Capo del Governo, Benito Mussolini.
Nel 1936, il Centro Italiano di Studi Americani fondato a Torino un anno prima inaugura la sua attività nella nuova sede romana assegnata dallo Stato: il piano nobile del Palazzo Mattei di Giove, in via Michelangelo Caetani. 
Nel 1937, estromesso Pietro Gorgolini, fu nominato presidente del Centro Italiano di Studi Americani il giurista e uomo politico fascista Alberto Asquini.
Deputato, membro del Consiglio nazionale delle corporazioni e dal 1932 al 1935 sottosegretario al Ministero delle corporazioni, Asquini rimase in carica fino al 1943.
A differenza dell’Associazione Italo-Americana, che si occupava di Stati Uniti, il Centro Italiano di Studi Americani estese il suo ambito di interesse ai Paesi dell’America Latina come Cile, Argentina e Brasile.
Negli anni 1940-41 l’attività del Centro Italiano di Studi Americani (CISA) si articolò attraverso diversi comitati: ai tre comitati scientifici già esistenti (storicopolitico, statistico-economico e di etnologia americana) si aggiunsero il comitato di studi peruviani e quello italo-cileno.

### Dal CISA al CSA
Nel 1949 venne nominato vicepresidente e presidente del Comitato esecutivo Raffaele Mattioli, il «banchiere umanista» alla guida della Banca commerciale italiana.
Mattioli si adoperò per la ripresa delle attività culturali e per l’incremento e l'aggiornamento della Biblioteca, che fu dunque riaperta al pubblico.
L'impegno di Mattioli per reperire fondi utili alla biblioteca presso fondazioni americane è documentato dai carteggi conservati presso l'Archivio Storico del CSA e dell'Archivio Storico Intesa Sanpaolo.
Nel 1949 si costituì un Consiglio per gli Studi Americani, composto dall'AIA, l'Università di Roma, l'ufficio culturale dell'ambasciata USA e la Commissione Americana per gli scambi culturali con l'Italia.
Negli anni '50 il Consiglio per gli Studi Americani divenne un organismo via via più autonomo, con l'obiettivo di promuovere a livello universitario un programma di studi americani in Italia.
Nel 1959 il Consiglio si insediò presso la sede dell'AIA e del CISA.
Nel 1961 il Consiglio si costituì legalmente come Associazione.
Nel 1963, su proposta del Ministro della pubblica istruzione, all'Associazione, con la sua nuova denominazione di Centro di Studi Americani, fu riconosciuta personalità giuridica (D.P.R. 22 ottobre 1963, n. 1842, pubblicato nella "Gazzetta Ufficiale" n. 334 del 27 dicembre 1963).
Il Centro prenderà la sua attuale denominazione con il proprio Statuto del 2005.

## La biblioteca
Il patrimonio di oltre 50mila volumi dal Cinquecento ai giorni nostri, che include i primi scritti coloniali sull'America settentrionale e oltre 190 buste e registri sulla fondazione dell'Associazione Italo-Americana e del successivo Centro Studi, è stato riconosciuto nel 1999 come di interesse storico-nazionale dal Ministero della cultura.
Oltre ai volumi di Storia, Letteratura, Filosofia, Arte, Scienze sociali, Scienze politiche, Giurisprudenza e Relazioni internazionali, il Centro offre una selezione di Stampa periodica statunitense, la Library of American Civilization su microschede e una banca-dati su supporto ottico per la visione e la stampa di articoli pubblicati dal 1993 sulle riviste americane.
Il Catalogo disponibile sul sito web del Centro è accompagnato da risorse elettroniche per l'accesso a ulteriori articoli di Stampa e da un servizio di prestito internazionale per la consultazione delle più importanti biblioteche statunitensi e la spedizione di libri e fotocopie tra oltre 60 milioni di pubblicazioni.